# Pogonomys loriae
Il topo arboricolo di Loria (Pogonomys loriae  Thomas, 1897) è un roditore della famiglia dei Muridi, endemico della Nuova Guinea.

## Descrizione
Roditore di medie dimensioni, con la lunghezza della testa e del corpo tra 170 e 205 mm, la lunghezza della coda tra 248 e 262 mm, la lunghezza del piede tra 29,8 e 33 mm, la lunghezza delle orecchie tra 14 e 15,7 mm e un peso fino a 158 g.

Le parti superiori sono bruno-rossicce. le orecchie sono rotonde, le vibrisse sono nere, rigide e lunghe fino a 8,5 cm. Sono presenti degli anelli leggermente più scuri intorno agli occhi e la punta del naso è nera. Le parti ventrali sono bianco-crema. Le mani ed i piedi sono bianchi. La coda è molto più lunga della testa e del corpo, prensile e chiazzata di bianco. Sono presenti 10-14 anelli di scaglie, corredate ciascuna da 3 peli.
Il numero cromosomico è 2n=46 FN=52.

## Biologia

### Comportamento
È una specie prevalentemente arboricola. Si arrampica sugli alberi alla ricerca di cibo durante la notte. Costruisce i nidi nel sottosuolo, dove passa l'intera giornata.

### Alimentazione
Si nutre di parti vegetali, inclusi fiori e polline, ma principalmente di steli d'erba.

### Riproduzione
Le femmine danno alla luce 2-3 piccoli alla volta. Il periodo riproduttivo termina con la stagione secca.

## Distribuzione e habitat
Questa specie è diffusa in Nuova Guinea.
Vive in foreste umide tropicali mature e rigenerate tra i 240 e 3.000 metri di altitudine.

## Tassonomia
sono state riconosciute due sottospecie:
- P.l.loriae: zone pianeggianti della Nuova Guinea;
- P.l.dryas (Thomas, 1904): zone montagnose della Nuova Guinea.

## Conservazione
La IUCN Red List, considerato il vasto areale, la popolazione numerosa e la mancanza di reali minacce, classifica M.loriae come specie a rischio minimo (Least Concern).